# عروس برای یک شب
عروس برای یک شب (به هندی: Dulhan Ek Raat Ki) فیلمی محصول سال ۱۹۶۷ و به کارگردانی دی.دی. کاشیاپ است. در این فیلم بازیگرانی همچون درمندرا، نوتان، رحمان ایفای نقش کرده‌اند.